# Богдан Белковски
Богдан Илиев Белковски е български военен инженер, изобретател и полковник. Син е на възрожденеца Илия Белковски и е брат на художника Асен Белковски и архитекта Станчо Белковски.

## Биография
Роден е на 5 август 1876 г. в Устово. Завършва Кадетската гимназия в София, а през 1907 г. – Михайловската артилерийска академия в Петербург. След завръщането си в България служи в Софийския крепостен батальон, Софийския артилерийски арсенал и Главната артилерийска работилница. През 1915 г. конструира прибор за управление на огъня в артилерията, който през 1918 г. е въведен в Българската армия. Някои от неговите изобратения са патентовани в чужбина и се използват в някои чуждестранни армии. През 1919 г. е произведен в полковник. От 1930 до 1940 г. е технически директор на арсенала в Казанлък. През 1944 – 1951 г. е технически директор на организацията „Сиво злато“ за обезвреждане на взривни материали. Пише трудове свързани с пиротехниката и балистиката. Умира през 1952 г.